# Blauwe tetra
De Blauwe tetra (Boehlkea fredcochui) is een straalvinnige vissensoort uit de familie van de karperzalmen (Characidae). De wetenschappelijke naam van de soort is voor het eerst geldig gepubliceerd in 1966 door Géry. De typelocatie is onbekend omdat de soort aan de hand van een aquariumvis beschreven is. Deze kwam oorspronkelijk uit het zuiden van Colombia, maar de vis is vrij zeldzaam daar. De vis is sinds omstreeks 1980 breder bekend in de aquaristiek, maar er bestaat de mogelijkheid dat wat nu in die wereld bekend is  en op de markt aangeboden wordt, niet Boehlkea fredcochu is maar een andere soort, nl. Knodus borki
Het verspreidingsgebied ligt in het stroomgebied van de Amazone.